# تاریخ سیاسی هخامنشیان
تاریخ سیاسی هخامنشیان (به انگلیسی: A Political History of the Achaemenid Empire) کتابی است که توسط محمد عبدالقدیرویچ داندامایف در سال ۱۹۸۵ به زبان روسی منتشر کرد و توسط ویلم فوگل‌سانگ در سال ۱۹۸۹ به زبان انگلیسی ترجمه و توسط فرید جواهرکلام در سال ۱۳۸۹ به فارسی برگردانیده شد.

## فصل‌های کتاب
1. دودمان هخامنشی در دوران اولیه
2. کوروش دوم شاه پرسیس
3. جنگ با مادها
4. جنگ با لیدی و ظهور دولت هخامنشی
5. تسخیر بخش شرقی ایران و بخش غربی آسیای مرکزی
6. جنگ علیه بابل و سقوط سوریه
7. لشگرکشی علیه ماساگِتها و مرگ کوروش
8. تسخیر مصر
9. کودتا در ایران
10. سیاست گوماتا
11. جلوس داریوش اول
12. شورش در ایران و سایر کشورها
13. بیانه پیروزی داریوش
14. لشکر کشی علیه سکاهای تیگراکسودا
15. داریوش در مصر
16. تصرف هندوش و مقدونیه و لشکرکشی داریوش به سی تیا (توران زمین)
17. شورش یونیها
18. آغاز جنگ‌های ایران و یونان
19. جنگ ماراتن
20. شورش در مصر و بابل
21. جنگ خشایارشا با یونان
22. پیروزی ایرانیان در ترومپیل
23. جنگ با سالامیس
24. شکست ماردونیوس
25. جنگ میکال و اهمیت جنگ‌های ایران و یونان
26. جنگ در دریای اژه و آسیای صغیر (۴۶۹-۴۷۸ پیش از میلاد)
27. شورش در کاخ سلطنتی ایران
28. شورش ایناروس در مصر
29. اُستانی آن سوی رودخانه (در خلال نیمه دوم قرن پنجم پیش از میلاد)
30. صلح کالیاس
31. مروری بر سیاست ایران
32. سلطنت داروش دوم
33. شورش امیر تائوس در مصر
34. شورش کوروش جوان
35. صلح آنتالسیداس
36. جنگ با مصر و شورش موقت ساتراپ‌ها
37. موفقیت موقت
38. تهدید مقدونیان
39. لشکر کشی اسکندر[۱]

## پیشگفتار مؤلف
امپراتوری هخامنشی در قرن ششم پیش از میلاد پدید آمد و پاگرفت و برای مدتی پیش از دویست سال دوام یافت. این امپراتوری نخستین قدرت جهانی در تاریخ بود و در تحت فرمانروایی شاهان ایرانی بر دهها سرزمین و مردمانی گوناگون در گستره ای پهناور از مصر گرفته تا شمال غربی هندوستان در مشرق زمین، اداره می شد. در حقیقت تاریخ دوران هخامنشی، شامل تاریخ تمام خاور نزدیک و غرب آسیای مرکزی است. امپراتوری هخامنشی دورانی را در برمی گیرد که طی آن بنیان سازمانهای مهم اقتصادی، اجتماعی و سیاسی پی ریزی شد، همراه با سنتهای فرهنگی که نقشی حیاتی در تاریخ جهان ایفا کردند. همین جنبه است که علاقه فراوان دانشمندان، صاحبنظران و طبقه وسیعی از عامه مردم را به این مسئله، توجیه می کند.
هر چند که تقریبا هر ساله کتابهای جداگانه ای در زمینه دوره هخامنشی به چاپ می رسد، ولی غالب آنها تاریخ سیاسی این دوران را به صورت سطحی و ظاهری مورد بحث قرار می دهند و معمولا در مرحله قرن پنجم پیش از میلاد آن را گسسته، کنار می نهند. و پس از این مرحله، مؤلفان بحث را به لشکرکشیهای اسکندر مقدونی در خاک ایران می کشانند، یعنی نیمه دوم قرن چهارم پیش از میلاد. تاریخ سیاسی ایران باستان در دوران معاصر، به صورت جامع و کاملی توسط خاورشناس آمریکایی آلبرت اومستد در کتاب تاریخ امپراتوری ایران مورد پژوهش قرار گرفته است. مطالعات اومستد در سال 1943 به پایان رسید. پس از مرگ نویسنده و چاپ کتاب در سال 1948، باستان شناسان تعداد فراوانی اسناد نوشتاری به دست آورده اند که اطلاعات ما را در زمینه رویدادهای سیاسی قرن ششم و چهارم پیش از میلاد به صورتی اساسی تکمیل می کند.
در این کتاب کوشش شده است که نقشه تاریخ سیاسی امپراتوری هخامنشی به طور کامل بازسازی شود. این کار با کمک و استفاده از تمام اطلاعات و متون و منابع قابل حصول انجام شده است. برای یک بررسی جامع از منابع نوشتاری و بحثی کوتاه در زمینه مشکلاتی که در این کتاب به آن اشاره می شود، من خواننده را به مطالعه کتابی که با همکاری لوکونین نوشته ام توصیه می کنم، کتابی با نام: فرهنگ و سازمانهای اجتماعی ایران باستان که ترجمه انگلیسی آن مورد بازخوانی و ویرایش قرار گرفته و در سال 1988 چاپ شده است (کمبریج)، اطلاعاتی که از سال 1980 به بعد چاپ و منتشر شده، مهم ترین شان در بحثهای مربوط در این کتاب مورد استفاده قرار گرفته است. نامهای ایرانی و شرقی، به صورت متداول ترین آنها که معمولا براساس ترکیب لاتین و یونانی است، در کتاب مورد استفاده قرار گرفته است. اشاره و ارجاع به منابع و مطالعات گوناگون به صورت دقیقی سازماندهی شده است. عناوین کامل مطالعات در کتابشناسی آمده است. نکات مکمل که برای توضیح ترجمه آورده شده در کمانک ( ) ذکر گردیده. ترمیم متون ناقص بین خطوط مربع آمده است.
به هنگام بحث درباره مطالب کتاب به صورت دستنویس، اعضاء آکادمی علوم شوروی بخش مطالعات شرقی پیشنهادهای سودمندی ارائه داشتند به ویژه دکتر لیوشیتس در تنظیم و تهیه دستنویس برای چاپ، کمک فوق العاده ای عرضه داشت. نگارش کتاب به زبان روسی در سال 1981 پایان یافت ولی بعدا براساس اطلاعات جدید از انتشاراتی در این زمینه، نکات مهمی به متن اصلی روسی اضافه گردید.